# František Ladislav Rieger
František Ladislav Rieger (ur. 10 grudnia 1818 w Semilach, zm. 3 marca 1903 w Pradze) – czeski polityk i ekonomista, jeden z twórców czeskiego odrodzenia narodowego.

## Życiorys
Jeden z przywódców liberalno-konserwatywnej partii staroczeskiej. W 1848 najwybitniejszy obok Františka Palackiego przywódca czeskiego stronnictwa narodowego, jego zięć i rzecznik w parlamencie. W latach 1848–1849 piastował funkcję posła do austriackiego parlamentu.
W latach 1848–1851 działał na emigracji. Po powrocie do kraju stworzył 1858 czeską encyklopedię. Współtworzył i redagował pierwszą czeską encyklopedię (1859–1874, 11 tomów) oraz zainicjował budowę Teatru Narodowego. 13 lipca 1861 roku został wyróżniony tytułem honorowego obywatela miasta Rzeszowa. W 1861 założył w Pradze dziennik Národní listy. W 1867 wystąpił w obronie Polaków atakowanych za powstanie styczniowe na zjeździe słowiańskim w Moskwie. Ponadto opublikował wiele prac m.in.: „Słowianie austriaccy i Węgrzy”, „Czechy, kraj i lud”, „Mowy parlamentarne”.
Z nastaniem w Austrii ery konstytucyjnej początkowo uprawiał Rieger politykę bojkotowania parlamentu przez posłów czeskich, wróciwszy doń 1879 reprezentował kierunek federalistyczny i lojalny wobec państwa. Jako przywódca stronnictwa staroczeskiego zwalczany był przez radykalnych młodoczechów, którzy 1891 odebrali mu mandat. W 1883 wezwał w Pradze do odzyskania Śląska, w tym terenów zamieszkałych przez Polaków, dla Korony Czeskiej poprzez szkolnictwo.
W 1897 cesarz Franciszek Józef I powołał go do Izby Panów, a rok później nadał tytuł baronowski.